# Claudio Quarta
Claudio Quarta (Ribera, nacido en 1981) es un guitarrista italiano, actual guitarrista de la banda de metal sinfónico Haggard. 
Nació en Ribera, dentro de lo que es la Sicilia. No se sabe en qué momento se trasladó a Alemania, pero se sabe que estudio en el Berufsschule für den Einzelhandel München.
Forma parte de la banda desde 2004, y trabajó en Tales of Ithiria.